# Каролина, принцесса Бурбон-Пармская
Мария Каролина Кристина Бурбон-Пармская, маркиза ди Сала (англ. Princess Carolina, Marchioness of Sala, нидерл. Carolina de Bourbon de Parme; род. 23 июня 1974, Неймеген) — принцесса Бурбон-Пармская, младшая (вторая) дочь герцога Пармского Карлоса-Уго (1930—2010) и Ирены Нидерландской (род.1939).

## Ранняя жизнь
Принцесса Каролина родилась 23 июня 1974 года в городе Неймеген. У неё есть два старших брата, принц Карлос, глава Бурбон-Пармского дома, и принц Хайме, граф Барди. Также у неё есть одна старшая сестра, принцесса Маргарита. Каролина была крещена в замке замке Линьер (фр.) во Франции. Среди её крестных были принц Клаус Нидерландский, принцесса Кристина Нидерландская и принцесса Мария де Лас Ньевес Бурбон-Пармская.
В 1981 году, когда Каролине было шесть лет, её родители развелись. Она переехала вместе с матерью, двумя братьями и сестрой во дворец Сустдейк в Барне, резиденцию бывшей королевы Нидерландов. Они проживали во дворце в течение ряда лет с бабушкой и дедушкой, королевой Нидерландов Юлианой и принцем-консортом Бернардом Липпе-Бистерфельдским. Позднее они некоторое время жили на вилле в Вейк-бей-Дюрстеде.
2 сентября 1996 года принцесса Каролина получила от своего отца титул маркизы Сала. В том же году королева Нидерландов Беатрикс включила её в состав голландского дворянства с титулом «Принцесса де Бурбон де Парме» и стилем «Её Королевское Высочество».

## Образование и карьера
Принцесса Каролина изучала политологию в Амстердамском и Гарвардском университетах, она также имеет степень магистра Оксфордского университета. Каролина Бурбон-Пармская сделала карьеру в Организации Объединённых Наций (ООН). Она работала в штаб-квартире ООН в Нью-Йорке, а также в проблемных зонах, таких как Эритрея, Секторе Газа и провинции Ачех в Индонезии после цунами 2004 года в Индийском океане. В настоящее время Каролина работает в ООН в Женеве, в управлении по координации гуманитарных вопросов (УКГВ).

## Брак
9 января 2012 года было объявлено, что Каролина Бурбон-Пармская выйдет замуж за Альберта Людгеруса Альберта Бреннинкмейера (род. 16 мая 1974), члена богатой семьи Бреннинкмейер (англ.). 21 апреля 2012 года состоялась гражданская церемония бракосочетания в Вейк-бей-Дюрстеде, а церковная церемония прошла 16 июня 2012 года в Сан-Миниато-аль-Монте во Флоренции (Италия).
У супругов двое детей:
- Алайя-Мария Ирен Сесиль Бреннинкмейер (род. 20 мая 2014 года, Цюрих, Швейцария). Крещена вместе со своей кузиной, принцессой Кларой Зитой Бурбон-Пармской 4 октября 2014 года в Нордвейк-ан-Зее, в Нидерландах. Её крестными стали принцесса Маргарита Бурбон-Пармская, принц Константин Нидерландский, Филипп Бреннинкмейер и Сильвия Бреннинкмейер-Арболи[6]
- Ксавье Альфонс Альберт Бреннинкмейер (род. 16 декабря 2015 года, Цюрих, Швейцария)[7].

## Другие виды деятельности
Принцесса Каролина Бурбон-Пармская регулярно появляется на важных мероприятиях королевского дома Нидерландов. В 2001 году она была одной из подружек невесты на свадьбе принца Константина и Петры Лорентин Бринкхорст. Во время крещения их старшей дочери, графини Элоизе Оранской-Нассау, она была крестной матерью ребёнка. Принцесса Каролина была свидетельницей на венчании её двоюродного брата, принца Флориса Оранского-Нассау, ван Волленховена, и Эйми Сонген. В 2010 году Каролина стала крестной Элианы, второй дочери принца Флориса.

## Титулы и стили
- 23 июня 1973 года — 2 сентября 1996 года: «Её Королевское Высочество Принцесса Каролина Бурбон-Пармская»
- 2 сентября 1996 — по настоящее время: «Её Королевское Высочество Принцесса Каролина Бурбон-Пармская, Маркиза Сала»[1]

## Награды
- Бурбон-Пармский дом: Кавалер Священного военного Константиновского ордена Святого Георгия[8]
- Бурбон-Пармский дом: Кавалер Большого Креста Ордена Святого Людовика за гражданские заслуги[9]
- Нидерланды: Получать Медали Короля Виллема-Александра.